# Grmov
Grmov je naselje na otoku Cresu. Administrativno, naselje pripada gradu Cresu.

## Zemljopisni položaj
Nalazi se jugozapadno od Vranskog jezera, na nadmorskoj visini od 260 metara.
Najbliža naselja su Martinšćica (2 km zapadno) i Miholašćica (2 km jugozapadno).

## Stanovništvo
Prema popisu iz 2001. godine, naselje ima 2 stanovnika. Naselje ima desetak kuća.
| broj stanovnika |       |       | 56    | 56    | 55    | 39    |       |       | 61    | 49    | 34    | 25    | 12    | 8     | 2     | 2     | 2     |
|                 | 1857. | 1869. | 1880. | 1890. | 1900. | 1910. | 1921. | 1931. | 1948. | 1953. | 1961. | 1971. | 1981. | 1991. | 2001. | 2011. | 2021. |

## Vanjske poveznice
- Grad Cres: Naselja na području grada Cresa